# Deuxième croisade suédoise
La deuxième croisade suédoise est une expédition militaire suédoise conduite par Birger Jarl qui est présumée avoir été menée au milieu du XIIIe siècle en Finlande contre les Tavastiens et à l'issue de laquelle la Tavastie passe sous le contrôle suédois.

## Sources
Les détails de la croisade, connue principalement par la Chronique d'Erik, texte à la gloire d'Erik Magnusson écrit le siècle suivant, sont largement sujets à caution. D'après la chronique, la croisade se déroule entre 1247 et 1250 mais cette date fait l'objet de débats.